# Шпихер, Кристоф
Кристоф Шпи́хер (нем. Christoph Spycher; 30 марта 1978, Вольхузен, Швейцария) — швейцарский футболист, защитник. Выступал за сборную Швейцарии. В настоящее время работает скаутом в «Янг Бойз».
После нескольких молодёжных клубов Шпихер заиграл в «Люцерне», а через два сезона стал игроком «Грассхоппера». Проведя за этот клуб более 100 матчей защитник отправился на просмотр в «Рейнджерс», но не подошёл шотландскому клубу. Спустя год Шпихер подписал контракт с «Айнтрахтом», в котором стал вице-капитаном по ходу сезона 2007/08.
Его основное амплуа в сборной — защитник, но наиболее привычной является позиция левого хавбека.

## Международная карьера
Дебютировал за сборную 30 апреля 2003 года в товарищеском матче против Италии, выйдя на замену вместо Людовика Маньена.

### Матчи и голы за сборную Швейцарии
| Матчи и голы Шпихера за сборную Швейцарии | Матчи и голы Шпихера за сборную Швейцарии | Матчи и голы Шпихера за сборную Швейцарии | Матчи и голы Шпихера за сборную Швейцарии | Матчи и голы Шпихера за сборную Швейцарии | Матчи и голы Шпихера за сборную Швейцарии | Матчи и голы Шпихера за сборную Швейцарии |
| №                                         | Дата                                      | Место                                     | Оппонент                                  | Счёт                                      | Голы                                      | Соревнование                              |
| ----------------------------------------- | ----------------------------------------- | ----------------------------------------- | ----------------------------------------- | ----------------------------------------- | ----------------------------------------- | ----------------------------------------- |
| 1                                         | 30 апреля 2003                            | Женева, Швейцария                         | Италия                                    | 1:2                                       | —                                         | Товарищеский матч                         |
| 2                                         | 11 июня 2003                              | Женева, Швейцария                         | Албания                                   | 3:2                                       | —                                         | Отборочный матч ЧЕ-2004                   |
| 3                                         | 11 октября 2003                           | Базель, Швейцария                         | Ирландия                                  | 2:0                                       | —                                         | Отборочный матч ЧЕ-2004                   |
| 4                                         | 18 февраля 2004                           | Рабат, Марокко                            | Марокко                                   | 1:2                                       | —                                         | Товарищеский матч                         |
| 5                                         | 28 апреля 2004                            | Женева, Швейцария                         | Словения                                  | 2:1                                       | —                                         | Товарищеский матч                         |
| 6                                         | 2 июня 2004                               | Базель, Швейцария                         | Германия                                  | 0:2                                       | —                                         | Товарищеский матч                         |
| 7                                         | 6 июня 2004                               | Цюрих, Швейцария                          | Лихтенштейн                               | 1:0                                       | —                                         | Товарищеский матч                         |
| 8                                         | 13 июня 2004                              | Лейрия, Португалия                        | Хорватия                                  | 0:0                                       | —                                         | ЧЕ-2004                                   |
| 9                                         | 17 июня 2004                              | Коимбра, Португалия                       | Англия                                    | 0:3                                       | —                                         | ЧЕ-2004                                   |
| 10                                        | 21 июня 2004                              | Коимбра, Португалия                       | Франция                                   | 1:3                                       | —                                         | ЧЕ-2004                                   |
| 11                                        | 18 августа 2004                           | Цюрих, Швейцария                          | Северная Ирландия                         | 0:0                                       | —                                         | Товарищеский матч                         |
| 12                                        | 4 сентября 2004                           | Базель, Швейцария                         | Фарерские острова                         | 6:0                                       | —                                         | Отборочный матч ЧМ-2006                   |
| 13                                        | 9 февраля 2005                            | Дубай, ОАЭ                                | ОАЭ                                       | 2:1                                       | —                                         | Товарищеский матч                         |
| 14                                        | 26 марта 2005                             | Париж, Франция                            | Франция                                   | 0:0                                       | —                                         | Отборочный матч ЧМ-2006                   |
| 15                                        | 30 марта 2005                             | Цюрих, Швейцария                          | Кипр                                      | 1:0                                       | —                                         | Отборочный матч ЧМ-2006                   |
| 16                                        | 17 августа 2005                           | Осло, Норвегия                            | Норвегия                                  | 2:0                                       | —                                         | Товарищеский матч                         |
| 17                                        | 3 сентября 2005                           | Базель, Швейцария                         | Израиль                                   | 1:1                                       | —                                         | Отборочный матч ЧМ-2006                   |
| 18                                        | 7 сентября 2005                           | Никосия, Кипр                             | Кипр                                      | 3:1                                       | —                                         | Отборочный матч ЧМ-2006                   |
| 19                                        | 16 ноября 2005                            | Стамбул, Турция                           | Турция                                    | 2:4                                       | —                                         | Стыковой матч ЧМ-2006                     |
| 20                                        | 31 мая 2006                               | Женева, Швейцария                         | Италия                                    | 1:1                                       | —                                         | Товарищеский матч                         |
| 21                                        | 3 июня 2006                               | Цюрих, Швейцария                          | Китай                                     | 4:1                                       | —                                         | Товарищеский матч                         |
| 22                                        | 23 июня 2006                              | Ганновер, Германия                        | Республика Корея                          | 2:0                                       | —                                         | ЧМ-2006                                   |
| 23                                        | 16 августа 2006                           | Вадуц, Лихтенштейн                        | Лихтенштейн                               | 3:0                                       | —                                         | Товарищеский матч                         |
| 24                                        | 2 сентября 2006                           | Базель, Швейцария                         | Венесуэла                                 | 1:0                                       | —                                         | Товарищеский матч                         |
| 25                                        | 6 сентября 2006                           | Женева, Швейцария                         | Коста-Рика                                | 2:0                                       | —                                         | Товарищеский матч                         |
| 26                                        | 11 октября 2006                           | Инсбрук, Австрия                          | Австрия                                   | 1:2                                       | —                                         | Товарищеский матч                         |
| 27                                        | 7 февраля 2007                            | Дюссельдорф, Германия                     | Германия                                  | 1:3                                       | —                                         | Товарищеский матч                         |
| 28                                        | 22 марта 2007                             | Форт-Лодердейл, США                       | Ямайка                                    | 2:0                                       | —                                         | Товарищеский матч                         |
| 29                                        | 25 марта 2007                             | Майами, США                               | Колумбия                                  | 1:3                                       | —                                         | Товарищеский матч                         |
| 30                                        | 2 июня 2007                               | Базель, Швейцария                         | Аргентина                                 | 1:1                                       | —                                         | Товарищеский матч                         |
| 31                                        | 22 августа 2007                           | Женева, Швейцария                         | Нидерланды                                | 2:1                                       | —                                         | Товарищеский матч                         |
| 32                                        | 7 сентября 2007                           | Вена, Австрия                             | Чили                                      | 2:1                                       | —                                         | Товарищеский матч                         |
| 33                                        | 11 сентября 2007                          | Клагенфурт, Австрия                       | Япония                                    | 3:4                                       | —                                         | Товарищеский матч                         |
| 34                                        | 13 октября 2007                           | Цюрих, Швейцария                          | Австрия                                   | 3:1                                       | —                                         | Товарищеский матч                         |
| 35                                        | 17 октября 2007                           | Базель, Швейцария                         | США                                       | 0:1                                       | —                                         | Товарищеский матч                         |
| 36                                        | 20 ноября 2007                            | Цюрих, Швейцария                          | Нигерия                                   | 0:1                                       | —                                         | Товарищеский матч                         |
| 37                                        | 6 февраля 2008                            | Лондон, Англия                            | Англия                                    | 1:2                                       | —                                         | Товарищеский матч                         |
| 38                                        | 26 марта 2008                             | Базель, Швейцария                         | Германия                                  | 0:4                                       | —                                         | Товарищеский матч                         |
| 39                                        | 30 мая 2008                               | Санкт-Галлен, Швейцария                   | Лихтенштейн                               | 3:0                                       | —                                         | Товарищеский матч                         |
| 40                                        | 20 августа 2008                           | Женева, Швейцария                         | Кипр                                      | 4:1                                       | —                                         | Товарищеский матч                         |
| 41                                        | 6 сентября 2008                           | Тель-Авив, Израиль                        | Израиль                                   | 2:2                                       | —                                         | Отборочный матч ЧМ-2010                   |
| 42                                        | 11 октября 2008                           | Санкт-Галлен, Швейцария                   | Латвия                                    | 2:1                                       | —                                         | Отборочный матч ЧМ-2010                   |
| 43                                        | 15 октября 2008                           | Пирей, Греция                             | Греция                                    | 2:1                                       | —                                         | Отборочный матч ЧМ-2010                   |
| 44                                        | 9 сентября 2009                           | Рига, Латвия                              | Латвия                                    | 2:2                                       | —                                         | Отборочный матч ЧМ-2010                   |
| 45                                        | 10 октября 2009                           | Люксембург, Люксембург                    | Люксембург                                | 3:0                                       | —                                         | Отборочный матч ЧМ-2010                   |
| 46                                        | 14 октября 2009                           | Базель, Швейцария                         | Израиль                                   | 0:0                                       | —                                         | Отборочный матч ЧМ-2010                   |
| 47                                        | 3 марта 2010                              | Санкт-Галлен, Швейцария                   | Уругвай                                   | 1:3                                       | —                                         | Товарищеский матч                         |

Итого: 47 матчей; 23 победы, 9 ничьих, 15 поражений.